# Junodia
Junodia es un género de mantis nativas de África que contiene las siguientes especies:
- Junodia amoena
- Junodia beieri
- Junodia congicus
- Junodia hararensis
- Junodia lameyi
- Junodia maculata
- Junodia spinosa
- Junodia strigipennis
- Junodia vansomereni